# Kaya Scodelario
Kaya Scodelario  (Haywards Heath, 1992. március 13. –) angol színésznő, modell. 
Legismertebb szerepe Effy Stonem volt a Skins című sorozatban.

## Gyermekkora és családja
Édesapja angol, míg édesanyja brazil származású, ezért folyékonyan beszél portugál nyelven. Szülei elváltak, s mivel édesanyja nevelte, ezért később felvette anyja vezetéknevét. Scodelario rendszeresen meglátogatja brazil rokonait Ituban. Édesapja, Roger Humphrey 2010. november 22-én elhunyt.
Gyermekkora nem telt felhőtlenül: iskolatársai folyamatosan zaklatták, ennek következtében diszlexia alakult ki nála, amit csak később vallott be.

## Pályafutása

### ASkinskorszaka
14 éves volt, amikor 2007-ben kiválasztották a Skins című sorozatba, Effy Stonem szerepére. Az első és második évadban csupán mellékszereplőként mutatkozott be, Tony Stonem (Nicholas Hoult) húgát alakítva. A harmadik és negyedik évadban már főszereplőként volt a színészgárda tagja. Effy Stonem megformálásáért 2009-ben és 2010-ben is legjobb színésznő kategóriában jelölték a  TV Quick Awards-on.
2008 áprilisában jelentették be, hogy ő lesz az egyetlen, aki régi szereplőként megmarad a Skins harmadik évadjára is. Elmondása szerint a szerep kedvéért 16 évesen képes volt rá, hogy levetkőzzön a jó felvételekért: „Nyilvánvalóan kínos fehérneműben pózolni egy ötven emberrel teli szobában. De te csak nevetsz magadon ilyenkor. Volt egy éjszakai felvételünk egy erdőben. Hideg volt és azt kérdeztem magamtól: »miért kell ezt nekem csinálni«?”
Scodelariónak ez a szerep hozta meg hírnevet, és az áttörést a szakmában.

### Élet aSkinsután
2009-ben játszotta első filmszerepét a Hold című sci-fi thrillerben, majd A titánok harca (2010) következett egy rövid szerep erejéig. 2010-ben az Üvöltő szelekben kapott szerepet, amely jól szerepelt a nemzetközi filmfesztiválokon és a Velencei Filmfesztiválon is. 2011-ben a Londoni alvilág című brit thrillerben játszott. 
2012-ben Dakota Fanning színésztársa volt a Most jó című romantikus filmdrámában. 2014-ben Teresa szerepében feltűnt Az útvesztő című filmben, mely James Dashner könyvein alapul.  A film sikere miatt a könyvtrilógia második és harmadik részét is megfilmesítették, a második rész 2015. szeptember 17-én került bemutatásra Scodelario szereplésével. 2015-ben bejelentették, hogy Scodelario kapta a női főszerepet A Karib-tenger kalózai: Salazar bosszúja című kalandfilmben, amely 2017-ben került a mozikba.
2019-ben a Átkozottul veszett, sokkolóan gonosz és hitvány és a Préda, 2021-ben A kaptár – Raccoon City visszavár című filmekben volt fontosabb szerepe. 
2024-ben az Ayrton Senna autóversenyző életével foglalkozó Senna című életrajzi sorozatban Laura Harrison angol újságírónő szerepét alakította 6 epizódon keresztül.
Scodelariónak a Models1-nál van szerződése, és már számos híres lapnak állt modellt: Teen Vogue, Nylon, Instyle UK, Elle UK, Dazed & Confused, Vogue, i-D.

## Magánélete
Skins-beli kollégája, Jack O’Connell párja volt, de szakításuk után is jó barátok maradtak. 2009-ben kezdett randizni a brit Shameless című televíziós sorozatból ismert Elliott Tittensorral, akivel 2014 elejéig alkottak egy párt. 2010-ben Londonból Manchesterbe költözött, ahol barátjával, annak testvérével, és még két barátjukkal éltek együtt. 
2014 áprilisával Benjamin Walkerrel kezdett el randizni. 2014. december 28-án eljegyezték egymást, és egy évvel később, 2015 decemberében összeházasodtak. 2016 novemberében született meg első fiúgyermeke. 2021 decemberében pedig második lánygyermeke. 2024 februárja óta külön élnek a férjével.

## Filmográfia

### Film
| Év   | Magyar cím                                      | Eredeti cím                                      | Szerep             | Magyar hang       |
| ---- | ----------------------------------------------- | ------------------------------------------------ | ------------------ | ----------------- |
| 2009 | Hold                                            | Moon                                             | Eve Bell           | Berkes Boglárka   |
| 2010 | A titánok harca                                 | Clash of the Titans                              | Peshet             | Vadász Bea        |
| 2010 |                                                 | Shank                                            | Tasha              |                   |
| 2011 | Üvöltő szelek                                   | Wuthering Heights                                | Catherine Earnshaw |                   |
| 2012 | Most jó                                         | Now Is Good                                      | Zoey Walker        | Nemes Takách Kata |
| 2012 | Londoni alvilág                                 | Twenty8k                                         | Sally Weaver       |                   |
| 2012 |                                                 | Spike Island                                     | pólóárus           |                   |
| 2013 | Emanuel másik élete                             | The Truth About Emanuel                          | Emanuel            |                   |
| 2013 |                                                 | Walking Stories (rövidfilm)                      | Sara Campbell      |                   |
| 2014 | Az útvesztő                                     | The Maze Runner                                  | Teresa             | Csuha Borbála     |
| 2014 |                                                 | Tiger House                                      | Kelly              |                   |
| 2014 |                                                 | A Plea for Grimsby (rövidfilm)                   | Jone barátnője     |                   |
| 2015 | Az útvesztő: Tűzpróba                           | Maze Runner: The Scorch Trials                   | Teresa             | Csuha Borbála     |
| 2017 | A Karib-tenger kalózai: Salazar bosszúja        | Pirates of the Caribbean: Dead Men Tell No Tales | Carina Smyth       | Mórocz Adrienn    |
| 2018 | Az útvesztő: Halálkúra                          | Maze Runner: The Death Cure                      | Teresa             | Csuha Borbála     |
| 2019 | Átkozottul veszett, sokkolóan gonosz és hitvány | Extremely Wicked, Shockingly Evil and Vile       | Carole Ann Boone   | Csuha Borbála     |
| 2019 | Préda                                           | Crawl                                            | Haley Keller       | Csuha Borbála     |
| 2021 | A kaptár – Raccoon City visszavár               | Resident Evil: Welcome to Raccoon City           | Claire Redfield    | Csuha Borbála     |

### Televízió
| Év        | Magyar cím   | Eredeti cím    | Szerep             | Megjegyzések           |
| --------- | ------------ | -------------- | ------------------ | ---------------------- |
| 2007–2013 | Skins        | Skins          | Effy Stonem        | főszereplő (26 epizód) |
| 2012      |              | True Love      | Karen              | minisorozat (2 epizód) |
| 2013      |              | Southcliffe    | Anna Salter        | minisorozat (4 epizód) |
| 2020      | A jeges élet | Spinning Out   | Kat Baker          | főszereplő (10 epizód) |
| 2020      |              | The Pale Horse | Hermia Easterbrook | minisorozat (2 epizód) |
| 2024      | Úriemberek   | The Gentlemen  | Susie Glass        | főszereplő (8 epizód)  |
| 2024      | Senna        | Senna          | Laura Harrison     | főszereplő (6 epizód)  |

## Videóklipek
Scodelario napjaink egyik leghíresebb brit zenészének, Plan B-nek a kedvence. Több videóklipjében szerepelt már. Ezek nem mások mint a Stay Too Long, She Said, Love Goes Down, and Writing's On The Wall.
2010-ben az Old Isleworth c. klipben a The Ruskins-tól.
2012-ben szerepelt Robbie Williams Candy c. klipjében is.